# Derrick Brown (giocatore di football americano)
Derrick Brown (Sugar Hill, 15 aprile 1998) è un giocatore di football americano statunitense che milita nel ruolo di defensive tackle per i Carolina Panthers della National Football League (NFL).

## Carriera universitaria
Nella sua prima stagione nel 2016, Brown fece registrare 11 tackle, un sack e un fumble recuperato. L'anno seguente disputò come titolare tutte le 12 partite, mettendo a segno 49 placcaggi, 3,5 sack e 2 fumble forzati. Nel 2018 fu inserito nella formazione ideale della Southeastern Conference dopo avere totalizzato 48 tackle e 4,5 sack. Nell'ultima annata fu premiato come difensore dell'anno della SEC chiudendo con 55 tackle, 4 sack e 2 fumble forzati.

## Carriera professionistica
Brown fu scelto nel corso del primo giro (7º assoluto) del Draft NFL 2020 dai Carolina Panthers. Debuttò come professionista nella gara del primo turno contro i Las Vegas Raiders mettendo a segno 3 tackle e un passaggio deviato. A fine stagione fu inserito nella formazione ideale dei rookie dalla Pro Football Writers Association dopo avere concluso con 34 placcaggi e 2 sack disputando tutte le 16 partite, tutte tranne una come titolare.
Nella settimana 3 della stagione 2022 contro i New Orleans Saints, Brown mise a segno il primo intercetto in carriera ai danni di Jameis Winston nella vittoria per 22–14.
Nel 2023 Brown fu convocato per il suo primo Pro Bowl al posto dell'infortunato Aaron Donald dopo avere stabilito il record stagionale NFL per placcaggi da parte di un defensive tackle con 103.
Il 5 aprile 2024 Brown firmó con i Panthers un rinnovo quadriennale del valore di 96 milioni di dollari.

## Palmarès
- Convocazioni al Pro Bowl: 1

2023
- PFWA All-Rookie Team - 2020